# Iguatemi
Iguatemi est une municipalité brésilienne de l'État de Mato Grosso do Sul et la Microrégion d'Iguatemi.